# Jan-Marc Lavergne
Pour les articles homonymes, voir Lavergne.
Jan-Marc Lavergne (né le 22 juin 1954 à Asbestos, Québec) est un comédien québécois.

## Biographie
Il a été formé à l'option théâtre du Cégep de Saint-Hyacinthe, promotion 1976. Il est également diplômé en Communications (UQAM-1981) et en gestion des organismes culturels (DESSGOC - HEC - 1998)
Il œuvre depuis plus de 45 ans au sein du théâtre de la Ligue nationale d'improvisation. Il s'est impliqué activement dans la gestion, tout en ayant été arbitre en chef, entraîneur, présentateur et statisticien. Il est le créateur de la cote P/E à la base du système de classement des joueurs en match d'improvisation.
On se souviendra des belles heures de La Soirée de l'impro à Radio-Québec. Il y commentait les joutes de la Ligue nationale d'improvisation en compagnie de Michel Désautels, Ariane Émond et Jean-François Doré.
Au fil des années passées à la Ligue nationale d'improvisation, Jan-Marc Lavergne a développé une expertise unique dans cette discipline. Il a cosigné avec Robert Gravel, créateur du jeu, deux ouvrages sur cette forme d'expression théâtrale, publiés chez Leméac : Impro; réflexions et analyses, et Impro II; exercices et analyses.
Comédien de formation et de métier, musicien, recherchiste, auteur d'essais sur le théâtre d'improvisation et animateur d’ateliers de formation en improvisation théâtrale.
Il a collaboré à plusieurs projets de Victor-Lévy Beaulieu en édition et en télévision, notamment la recherche pour le téléroman Montréal P.Q..
Il a joué dans d'autres téléromans dont Jamais deux sans toi de Guy Fournier et au théâtre (Gigi en 1985, et la création de Une pucelle pour un gorille (Fernando Arrabal/Gérard Gelas) en 1992).
Il a également collaboré avec Jacques Languirand à la mise sur pied du site encyclopédique de Par 4 chemins et il a été recherchiste à l'émission de Radio-Canada, ainsi qu'à l'émission matinale C'est bien meilleur le matin.
Il est également cofondateur (en 1999) avec l'accordéoniste Didier Dumoutier du Festival montréalais Le Printemps des bretelles consacré à l'accordéon.
Son plus récent passage au cinéma fut une participation modeste dans le film De père en flic (Émile Gaudreault - 2009) dans le rôle de Bobby, l'homme à tout faire.
Diplômé des HEC en gestion d'organismes culturels, en 1998, il a co-fondé, avec l'accordéoniste Didier Dumoutier Les Productions Soufflemuse qui ont produit Le Printemps des bretelles de Montréal, un festival consacré à l'accordéon, de 1999 à 2012. Il est également membre du conseil d'administration de l'Association des Accordéonistes du Québec (ADAQ) depuis 2012 et il en est le secrétaire-trésorier depuis 2013.
Il a été membre du Conseil de Surveillance de la Caisse Desjardins de la culture de 2004 à 2017 et en a occupé la présidence de 2011 à 2017. 
Il aura été l'unique Commissaire aux élections de l'Union des artistes (UDA) de 2009 à 2022.